# Samuel Lipschütz
Samuel Lipschütz (Ungvar, 1863 – Amburgo, 30 novembre 1905) è stato uno scacchista ungherese naturalizzato statunitense.
Di origine ungherese, si trasferì diciassettenne a New York, dove, nel 1885, vinse il campionato del New York Chess Club. Ha detenuto il titolo di campione degli Stati Uniti nei periodi 1889–1890 e 1891–1894.
Giunse sesto su venti concorrenti nel grande torneo di New York 1889, unico statunitense tra i premiati, vincendo una partita sia contro il co-vincitore Mikhail Chigorin che col terzo classificato Isidor Gunsberg.
Nel 1900 vinse il campionato del Manhattan Chess Club, davanti a Frank Marshall e Jackson Showalter.
Affetto da una malattia polmonare, si recò nel 1905 ad Amburgo per farsi curare, ma morì dopo un intervento chirurgico.